# (351785) Reguly
(351785) Reguly est un astéroïde de la ceinture principale.

## Description
(351785) Reguly est un astéroïde de la ceinture principale. Il fut découvert le 21 avril 2006 à Piszkesteto par Krisztián Sárneczky. Il présente une orbite caractérisée par un demi-grand axe de 2,47 UA, une excentricité de 0,18 et une inclinaison de 2,0° par rapport à l'écliptique.

## Compléments